# 謝赫伊斯蘭

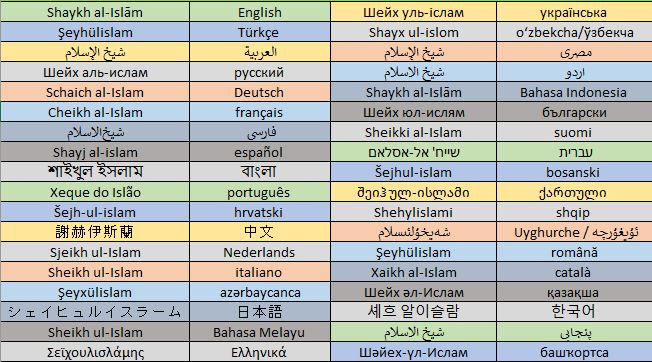
謝赫伊斯蘭

謝赫伊斯蘭（阿拉伯语：شيخ الإسلام, Šayḫ al-Islām；鄂圖曼土耳其語： Şeyḫülislām），是伊斯蘭世界中伊斯蘭知識優秀學者的敬稱，這頭銜第一次出現是在伊斯蘭曆4世紀時的大呼羅珊。
在鄂圖曼帝國，謝赫伊斯蘭則是一個官方職位，負責管理穆斯林米利特事務。他也是最高級的烏里瑪與一些地方的大法官，鄂圖曼蘇丹即位要經他確認。
蘇丹對謝赫伊斯蘭有撤換權，但謝赫伊斯蘭也可在非常情況下發出伊斯蘭教令廢除蘇丹。
土耳其大國民議會於1920年成立後保留至1924年，由於政教分離，該部門改組為總統宗教事務辦公室，也是土耳其遜尼派伊斯蘭教最高權威機構。